# Маріанна Вікторія Іспанська
Маріанна Вікторія Іспанська (ісп. Mariana Victoria de Borbón y Farnesio; 31 березня 1718, Мадрид — 15 січня 1781, Палац Ажуда) — іспанська інфанта, старша дочка Філіпа V Іспанського і Єлизавети Фарнезе, дружина португальського короля Жозе I. У віці чотирьох років була заручена з молодим Людовіком XV. Шлюб не відбувся через юноий вік нареченої. В останні місяці життя Жозе I вона також була регентом Португалії при своїй дочці, а в роки правління Марії була її радником.